# Turija (kanton tuzlański)
Turija – wieś w Bośni i Hercegowinie, w Federacji Bośni i Hercegowiny, w kantonie tuzlańskim, w gminie Lukavac. W 2013 roku liczyła 614 mieszkańców, z czego większość stanowili Boszniacy.